# Парадокс теплообміну

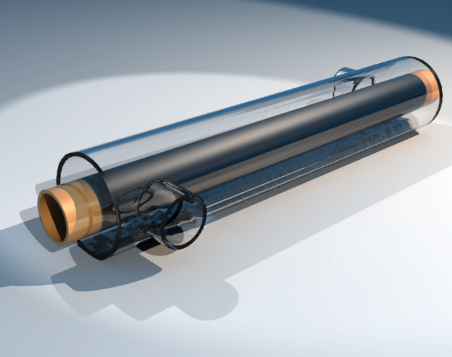
Найпростіший теплообмінник типу «труба у трубі»

Парадокс теплообміну — несподіване з буденної точки зору явище в термодинаміці, яке полягає в тому, що при використанні теплообмінника можна отримати парадоксальний ефект і речовина, що нагрівається, матиме температуру вище, ніж речовина, від якої було відібрано тепло, без енерговитрат іззовні.

## Історія
Зазначений парадокс наводиться у книзі В. М. Ланге як завдання з молекулярної фізики та теплоти. Там же наводиться розв'язок даного феномена. Суть розв'язку полягає в тому, що від рідини, що нагрівається, відділяється невелика частина і приводиться в тепловий контакт із охолоджуваною рідиною. Після настання теплового балансу між цією частиною й охолоджувальною рідиною вона[хто?] знову від'єднується і поміщається окремо. Потім наступна частина відділяється від рідини, що нагрівається, і вступає в тепловий контакт із охолоджувальною рідиною (вже трохи охолодженою на попередньому етапі). Це повторюється кілька разів. В результаті такого теплообміну «по частинах» кінцева температура рідини, що нагрівається, буде вище кінцевої температури охолоджувальної рідини.
Інші варіації даного феномену включені до «золотого фонду» елементарної фізики.

## Застосування
Дане явище знайшло широке застосування в теплотехніці, зокрема при створенні та використанні теплообмінників. Вперше даний ефект 1857 року використав Карл Вільгельм Сіменс у своєму поршневому детандері (хоча й не дуже вдало), що було істотним внеском у загальний розвиток низькотемпературної техніки. Пізніше Петро Капіца використав теплообмін у зустрічних потоках у кріогенній установці, де ефективність теплообмінника досягла 92 %.